# Ninanajna
Ninanajna är en låt framförd av Elena Risteska. Den är skriven av Darko Dimitrov och Rade Vrčakovski.
Låten var Makedoniens bidrag i Eurovision Song Contest 2006 i Aten i Grekland. I semifinalen den 18 maj slutade den på tionde plats med 76 poäng vilket kvalificerade bidraget för finalen den 20 maj. Där slutade det på tolfte plats med 56 poäng.